# Cominix
株式会社Cominix（コミニックス 英: Cominix Co.,Ltd.）は、大阪府大阪市に本社を置く切削工具や耐摩工具の専門商社。旧社名は大阪工機株式会社。

## 概要
精密機械工具を取り扱う専門商社。1954年に住友電気工業の特約店となり、同社のイゲタロイ（超硬合金）製品の販売を始める。
主要な商材は切削工具で、供給先は自動車メーカーや建設機械メーカー、工作機械メーカーなど多岐に渡る。国内外から約10万種類の切削工具を仕入れ、販売先の用途に応じた工具を供給している。
2000年代からは海外にも進出しており、主に中国や東南アジアなどに事業を展開している。2012年にはメキシコ、2016年にはアメリカに現地法人を設立し、トヨタや日産、ホンダなど現地の日系自動車メーカーやゼネラルモーターズ、フォード・モーターなど現地の自動車メーカーに向けて販路の拡大に取り組んでいる。

## 事業内容
- 切削工具事業
- 耐摩工具事業
- 海外事業
- 光製品事業

## 沿革
- 1950年5月 - 大阪府岸和田市にて大阪工具株式会社設立
- 1954年10月 - 現所在地に本社を移転、大阪工機株式会社に改称
- 2012年3月9日 - ジャスダック（スタンダード）に株式上場[5]
- 2015年5月15日 - 東京証券取引所市場第二部へ市場変更[8]
- 2016年6月24日 - 東京証券取引所市場第一部へ市場変更[9][10]
- 2018年4月1日 - 株式会社Cominixに改称[11]
- 2021年11月1日 - 本社を移転（大阪市中央区安堂寺町1丁目6-7の自社ビルから同区南本町1丁目8-14のJRE堺筋本町ビルへ）[12]。なお、本社ビルは売却[13]。
- 2023年10月20日 - 東京証券取引所スタンダード市場へ市場変更

## 関係会社
連結子会社
- 中阪貿易(上海)有限公司（中国 上海市）
- DAIKOH(THAILAND)CO.,LTD.（タイ バンコク都）
- COMINIX(PHILIPPINES),INC.（フィリピン ビナン市）
- PT.COMINIX INDONESIA（インドネシア プルワカルタ市）
- COMINIX VIETNAM CO.,LTD.（ベトナム ハノイ市）
- COMINIX INDIA PRIVATE LIMITED（インド バンガロール市）
- COMINIX MEXICO,S.A.DE C.V.（メキシコ イラプアト市）
- COMINIX U.S.A.,INC.（アメリカ アトランタ市）
- 日三工業株式会社（神奈川県愛甲郡愛川町）
- 共榮機工株式会社（東京都文京区）